# Masdevallia figueroae
Masdevallia figueroae är en orkidéart som beskrevs av Carlyle August Luer. Masdevallia figueroae ingår i släktet Masdevallia och familjen orkidéer. Inga underarter finns listade i Catalogue of Life.